# 上海嘉定州桥

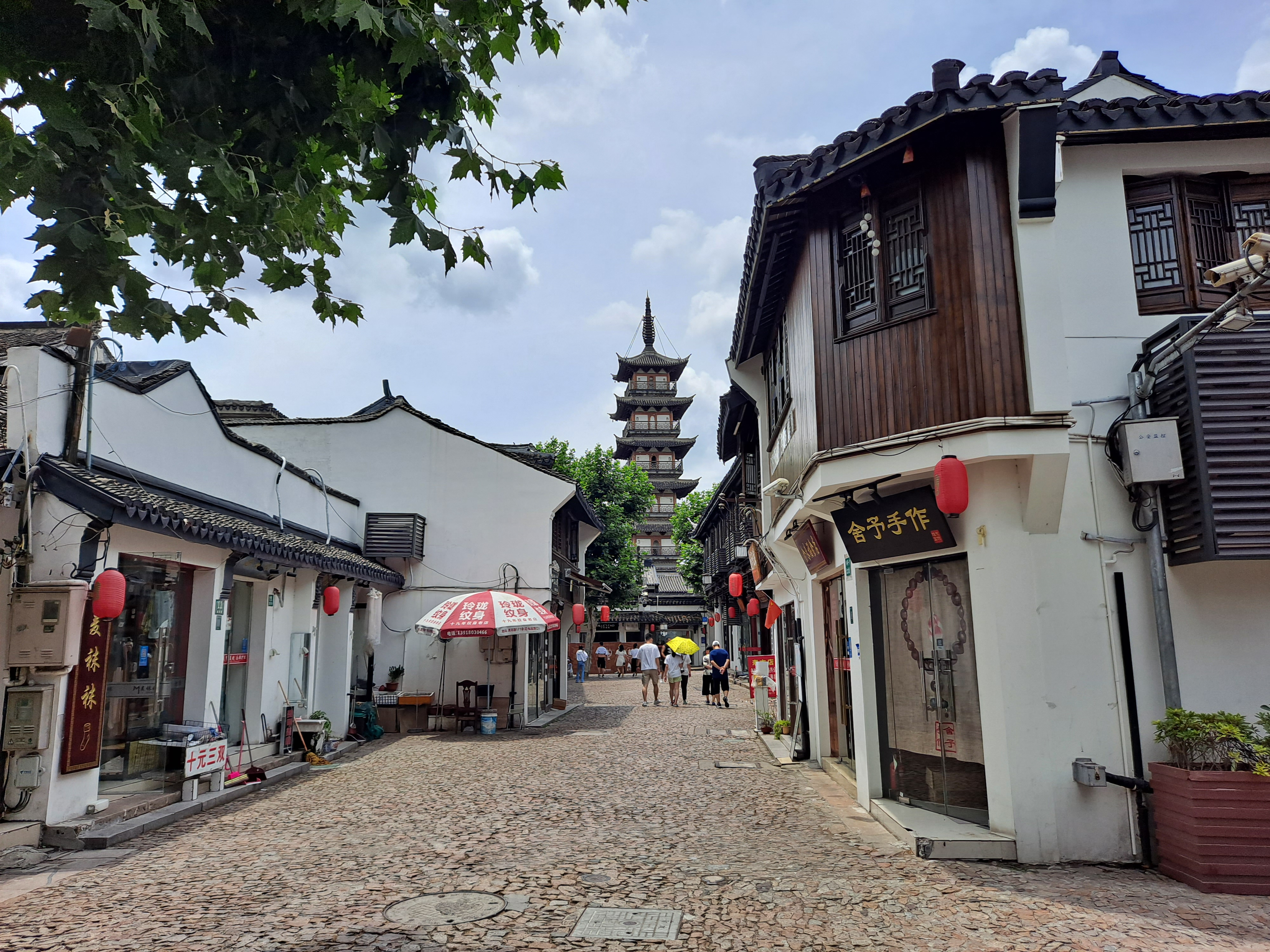
嘉定州桥老街

上海嘉定州桥是位於中華人民共和國上海市嘉定區嘉定镇街道的一個国家4A级旅游景区，上海嘉定州桥境內有橋、河流、住宅、老街、嘉定孔廟、法華塔、匯龍潭、秋霞圃等景點。其中老街在嘉定縣建縣時就已存在。